# Globignatha
Globignatha là một chi nhện trong họ Symphytognathidae.

## Các loài
- Globignatha rohri (Balogh & Loksa, 1968) - Brazil
- Globignatha sedgwicki Forster & Platnick, 1977 - Belize